# Список судинних рослин Ян-Маєну
Список судинних рослин Ян-Маєну містить перелік із 74 видів (у тому числі 6(7) — чужорідних), зареєстрованих на острові Ян-Маєн згідно з відомостями Норвезького полярного інституту. Список налічує 4 види судинних спорових, 17 видів однодольних і 53 види дводольних рослин; жоден вид голонасінних не зростає на острові.

## Особливості флори судинних рослин
Ян-Маєн — океанічний вулканічний острів площею 373 км² розташований на 71° північної широти й 8° західної довготи, приблизно за 550 км на північ від Ісландії й близько 450 км на схід від Ґренландії. Острів геологічно схожий на Ісландію, але молодший за неї. Клімат острова океанічний, полярний. Великі площі острова майже повністю голі, це темні рівнини вулканічного піску й каменів. Інші ж частини мають на диво багаті товсті й барвисті килими з мохів та лишайників. Майже 99 відсотків площі суходолу острова займає природний заповідник, норв. Jan Mayen naturreservat.
Найімовірніше, рослини почали мігрувати на Ян-Маєн після останнього льодовикового періоду, приблизно 10 000 років тому. На острові присутня рослинність арктичної тундри й відсутня рослинність тундрових боліт. Список судинних рослин Ян-Маєну значно коротший, ніж архіпелагу Шпіцберген, який лежить значно далі на північ. Проте, даний список включає кілька видів ломикаменю і навіть кілька видів кульбаб, у тому числі три ендемічних: Taraxacum brachyrhyncum, Taraxacum recedens, Taraxacum torvum. Однак, видовий поділ роду кульбаба є непевним і потребує подальшого експертного аналізу
Загалом на острові зростає 73 види судинних рослин, з них 6 — чужорідних і один — можливо натуралізований (щавель кислий). Кількість рослин зменшується з висотою, межа присутності судинних рослин оцінена в 500–600 м над рівнем моря.

## Природоохоронні статуси та поширеність
За поширеністю види поділено на категорії: випадковий чужорідний, рідкісний, кілька місць, досить частий, частий, дуже частий; один вид віднесено до категорії розсіяний. 
У списку подано охоронні статуси видів за оцінками Міжнародного союзу охорони природи, а також статуси Червоного списку Норвегії; окремо для Ян-Маєну, Червоний список не складається. Природоохоронні статуси мають такі позначення:
| EN | Endangered      | Види під загрозою вимирання         |
| VU | Vulnerable      | Уразливі види                       |
| NT | Near Threatened | Види, близькі до загрозливого стану |
| LC | Least Concern   | Найменший ризик                     |
| DD | Data Deficient  | Даних недостатньо                   |
| NA | Not applicable  | Не застосовується                   |
| NE | Not evaluated   | Недосліджений                       |

## Список
| Видова назва                                                        | Поширення на острові                | Статус МСОП | Статус НЧС1 | Зображення |
| Судинні спорові                                                     |                                     |             |             |            |
| Клас: Хвощевидні (Equisetopsida)                                    |                                     |             |             |            |
| Порядок: Хвощові (Equisetales)                                      |                                     |             |             |            |
| Родина: Хвощові (Equisetaceae)                                      |                                     |             |             |            |
| Хвощ польовий * Equisetum arvense L.                                | досить частий                       | LC          | LC          |            |
| Клас: Плауновидні (Lycopodiopsida)                                  |                                     |             |             |            |
| Порядок: Плаунові (Lycopodiales)                                    |                                     |             |             |            |
| Родина: Плаунові (Lycopodiaceae)                                    |                                     |             |             |            |
| Зелениця альпійська * Diphasiastrum alpinum (L.) Holub              | рідкісний                           |             | LC          |            |
| Баранець звичайний * Huperzia selago (L.) Bernh. ex Schrank & Mart. | рідкісний                           |             | LC          |            |
| Клас: Папоротевидні (Polypodiopsida)                                |                                     |             |             |            |
| Порядок: Багатоніжкові (Polypodiales)                               |                                     |             |             |            |
| Родина: Вудсієві (Woodsiaceae)                                      |                                     |             |             |            |
| Міхурниця ламка * Cystopteris fragilis (L.) Bernh.                  | кілька місць                        |             | LC          |            |
| Покритонасінні                                                      |                                     |             |             |            |
| Однодольні (Liliopsida)                                             |                                     |             |             |            |
| Порядок: Тонконогоцвіті (Poales)                                    |                                     |             |             |            |
| Родина: Осокові (Cyperaceae)                                        |                                     |             |             |            |
| Осока Бігелова * Carex bigelowii Torr. ex Schwein.                  | кілька місць                        |             | LC          |            |
| Осока Лахеналя * Carex lachenalii Schkuhr                           | досить частий                       | LC          | LC          |            |
| Carex maritima Gunnerus                                             | досить частий                       |             | LC          |            |
| Родина: Ситникові (Juncaceae)                                       |                                     |             |             |            |
| Luzula arcuata (Wahlenb.) Sw.                                       | дуже частий                         |             | LC          |            |
| Luzula nivalis (Laest.) Spreng.                                     | рідкісний                           |             | EN          |            |
| Ожика колосиста * Luzula spicata (L.) DC.                           | рідкісний                           |             | LC          |            |
| Родина: Тонконогові (Poaceae)                                       |                                     |             |             |            |
| Куничник прямий * Calamagrostis stricta (Timm) Koeler               | кілька місць                        |             | —           |            |
| Щучник дернистий * Deschampsia cespitosa (L.) P.Beauv.              | випадковий чужорідний               |             | LC          |            |
| Костриця червона * Festuca rubra L.                                 | досить частий                       |             | LC          |            |
| Festuca vivipara (L.) Sm.                                           | частий                              |             | LC          |            |
| Phippsia algida (Sol.) R.Br.                                        | дуже частий                         | LC          | VU          |            |
| Тонконіг альпійський * Poa alpina L.                                | дуже частий                         |             | LC          |            |
| Poa arctica R.Br.                                                   |                                     |             | LC          |            |
| Тонконіг сизий * Poa glauca Vahl                                    | кілька місць                        |             | LC          |            |
| Тонконіг лучний * Poa pratensis L.                                  | частий                              |             | LC          |            |
| Покісниця розставлена * Puccinellia distans (Jacq.) Parl.           | кілька місць                        |             | LC          |            |
| Trisetum spicatum (L.) K.Richt.                                     | досить частий                       |             | LC          |            |
| Дводольні (Magnoliopsida)                                           |                                     |             |             |            |
| Порядок: Айстроцвіті (Asterales)                                    |                                     |             |             |            |
| Родина: Айстрові (Asteraceae)                                       |                                     |             |             |            |
| Триреберник непахучий * Matricaria inodora L. s. lat.               | випадковий чужорідний               |             | —           |            |
| Omalotheca supina * (L.) DC.                                        | кілька місць                        |             | LC          |            |
| Taraxacum acromaurum Dahlst.                                        | досить частий                       |             | —           |            |
| Taraxacum brachyrhyncum Hagl.                                       | рідкісний, ендемік Ян-Маєну         |             | —           |            |
| Taraxacum croceum Dahlst. coll.                                     | рідкісний                           |             | NE          |            |
| Taraxacum recedens (Dahlst.) Hagl.                                  | кілька місць, ендемік Ян-Маєну      |             | —           |            |
| Taraxacum torvum Hagl.                                              | рідкісний, ендемік Ян-Маєну         |             | —           |            |
| Порядок: Шорстколистоцвіті (Boraginales)                            |                                     |             |             |            |
| Родина: Шорстколисті (Boraginaceae)                                 |                                     |             |             |            |
| Mertensia maritima (L.) Gray                                        | досить частий                       |             | LC          |            |
| Порядок: Капустоцвіті (Brassicales)                                 |                                     |             |             |            |
| Родина: Капустяні (Brassicaceae)                                    |                                     |             |             |            |
| Гусимець альпійський * Arabis alpina L.                             | кілька місць                        |             | LC          |            |
| Cardamine bellidifolia L.                                           | досить частий                       |             | LC          |            |
| Жеруха лучна * Cardamine pratensis L.                               | рідкісний                           |             | LC          |            |
| Cochlearia groenlandica L.                                          | дуже частий                         |             | —           |            |
| Draba alpina L.                                                     | досить частий                       |             | NT          |            |
| Draba oxycarpa Boiss.                                               | розсіяний                           |             | LC          |            |
| Draba nivalis Lilj.                                                 | кілька місць                        |             | LC          |            |
| Draba norvegica Gunnerus                                            | частий                              |             | LC          |            |
| Порядок: Гвоздикоцвіті (Caryophyllales)                             |                                     |             |             |            |
| Родина: Гвоздичні (Caryophyllaceae)                                 |                                     |             |             |            |
| Роговик альпійський * Cerastium alpinum L.                          | рідкісний                           |             | LC          |            |
| Cerastium arcticum Lange coll.                                      | дуже частий                         |             | —           |            |
| Cerastium cerastoides * (L.) Britton                                | частий                              |             | LC          |            |
| Honckenya peploides Ehrh.                                           | досить частий                       |             | LC          |            |
| Minuartia biflora (L.) Schinz & Thell.                              | кілька місць                        |             | LC          |            |
| Minuartia rubella (Wahlenb.) Hiern                                  | кілька місць                        |             | LC          |            |
| Sagina caespitosa (J. Vahl) Lange                                   | досить частий                       |             | EN          |            |
| Sagina nivalis (Lindblad) Fr.                                       | дуже частий                         |             | LC          |            |
| Silene acaulis (L.) Jacq.                                           | частий                              |             | LC          |            |
| Родина: Гречкові (Polygonaceae)                                     |                                     |             |             |            |
| Гірчак живорідний * Bistorta vivipara (L.) Delarbre                 | досить частий                       |             | LC          |            |
| Koenigia islandica L.                                               | досить частий                       | LC          | NT          |            |
| Кисличник двостовпчиковий * Oxyria digyna (L.) Hill                 | дуже частий                         |             | LC          |            |
| Щавель кислий * Rumex acetosa L.                                    | ймовірно натуралізований, рідкісний |             | LC          |            |
| Щавель довголистий * Rumex longifolius DC.                          | випадковий чужорідний               |             | LC          |            |
| Порядок: Вересоцвіті (Ericales)                                     |                                     |             |             |            |
| Родина: Вересові (Ericaceae)                                        |                                     |             |             |            |
| Водянка чорна * Empetrum nigrum L.                                  | кілька місць                        |             | LC          |            |
| Harrimanella hypnoides (L.) Coville                                 | рідкісний                           |             | LC          |            |
| Наскельниця лежача * Loiseleuria procumbens (L.) Desv.              | рідкісний                           |             | —           |            |
| Порядок: Бобовоцвіті (Fabales)                                      |                                     |             |             |            |
| Родина: Бобові (Fabaceae)                                           |                                     |             |             |            |
| Горох посівний * Pisum sativum L.                                   | випадковий чужорідний               |             | NA          |            |
| Порядок: Губоцвіті (Lamiales)                                       |                                     |             |             |            |
| Родина: Вовчкові (Orobanchaceae)                                    |                                     |             |             |            |
| Euphrasia frigida Pugsley                                           | рідкісний                           |             | —           |            |
| Родина: Подорожникові (Plantaginaceae)                              |                                     |             |             |            |
| Вероніка альпійська * Veronica alpina L.                            | кілька місць                        |             | LC          |            |
| Порядок: Мальпігієві (Malpighiales)                                 |                                     |             |             |            |
| Родина: Вербові (Salicaceae)                                        |                                     |             |             |            |
| Верба трав'яна * Salix herbacea L.                                  | частий                              |             | LC          |            |
| Порядок: Миртоцвіті (Myrtales)                                      |                                     |             |             |            |
| Родина: Онагрові (Onagraceae)                                       |                                     |             |             |            |
| Зніт курячоочковий * Epilobium anagallidifolium Lam.                | рідкісний                           |             | LC          |            |
| Порядок: Жовтецевоцвіті (Ranunculales)                              |                                     |             |             |            |
| Родина: Жовтецеві (Ranunculaceae)                                   |                                     |             |             |            |
| Жовтець їдкий * Ranunculus acris L.                                 | випадковий чужорідний               |             | LC          |            |
| Ranunculus glacialis L.                                             | дуже частий                         |             | NT          |            |
| Ranunculus hyperboreus Rottb.                                       | рідкісний                           | LC          | LC          |            |
| Ranunculus pygmaeus Wahlenb.                                        | досить частий                       |             | LC          |            |
| Порядок: Розоцвіті (Rosales)                                        |                                     |             |             |            |
| Родина: Розові (Rosaceae)                                           |                                     |             |             |            |
| Alchemilla glomerulans Buser                                        | рідкісний                           |             | LC          |            |
| Яблуня лісова * Malus sylvestris (L.) Mill.                         | випадковий чужорідний               | DD          | VU          |            |
| Перстач Крантца * Potentilla crantzii (Crantz) Beck ex Fritsch      | рідкісний                           |             | LC          |            |
| Sibbaldia procumbens L.                                             | досить частий                       |             | LC          |            |
| Порядок: Ломикаменецвіті (Saxifragales)                             |                                     |             |             |            |
| Родина: Ломикаменеві (Saxifragaceae)                                |                                     |             |             |            |
| Micranthes foliolosa (R.Br.) Gornall                                | досить частий                       | LC          | NT          |            |
| Micranthes nivalis L.                                               | частий                              |             | LC          |            |
| Micranthes tenuis (Wahlenb.) Small                                  | частий                              |             | NT          |            |
| Saxifraga cernua L.                                                 | частий                              |             | LC          |            |
| Saxifraga cespitosa L.                                              | дуже частий                         |             | LC          |            |
| Ломикамінь супротивнолистий * Saxifraga oppositifolia L.            | частий                              |             | LC          |            |
| Saxifraga rivularis L.                                              | дуже частий                         |             | LC          |            |

Виноски
1 НЧС — Норвезький Червоний список, 2015 рік